# Butan Club

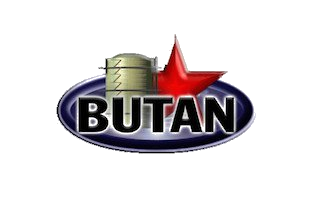
Logo des Butan Club

Der Butan Club (auch kurz Butan) war ein Nachtclub für Elektronische Tanzmusik im Wuppertaler Stadtteil Heckinghausen. Er gehörte zu den bekanntesten Diskotheken Deutschlands. Hier gastierten über die Jahre viele international erfolgreiche DJs.

## Geschichte
Der Butan Club wurde im Dezember 1999 von Tobias Wicht in der ehemaligen Fleischfabrik Tielmann neben dem Heckinghauser Gaskessel unweit des Bahnhofs Wuppertal-Oberbarmen mit einem Investitionsvolumen von 200.000 DM gegründet. Anfangs orientierte sich der Club ausschließlich in den Segmenten Techno und House, ab 2001 wurden auch Rockpartys unter dem Namen Rockoko veranstaltet. 2009 war der Butan Club neben dem Club Air in Birmingham und dem Maassilo in Rotterdam eine von drei Locations der 400. Sendung von A State Of Trance. 2012 startete die überregional bekannte Reihe Sound of Butan.
Der Club verfügte über vier Floors. Da der Pachtvertrag nicht verlängert werden konnte, gaben die Betreiber zum Jahresende 2018 die Schließung des Clubs nach 21 Jahren bekannt. So wurde der Club ein weiterer Fall von Clubsterben.

## Festivals
Mit wachsender Bekanntheit war das Butan auch regelmäßig Gast auf oder Mitveranstalter von Festivals. So hatte der Club eigene Bühnen bei der Loveparade oder Ruhr in Love, einen eigenen Floor auf der Nature One und war oft Mitveranstalter von After-Show-Partys der Loveparade. 2018 war das Butan einer der Nebenschauplätze des BigCityBeats World Club Dome in Düsseldorf.

## Gastauftritte
Zahlreiche national und international erfolgreiche DJs traten im Butan auf, darunter Adam Beyer, Alan Fitzpatrick, Armand Van Helden, Armin van Buuren, Carl Cox, Chris Liebing, Deadmau5, Deichkind, Extrawelt, Felix Kröcher, Fritz Kalkbrenner, Jeff Mills, Joseph Capriati, Green Velvet, Neelix, Paul van Dyk, Richie Hawtin, Steve Mason, Sven Väth, Tiësto, Tom Novy oder WestBam. Resident-DJ des Butan war Frank Sonic.

## Rezension
Mehrere renommierte Fachzeitschriften wie DJ Mag oder Faze Magazin bezeichnen das Butan als „legendär“ und als einen der bekanntesten und erfolgreichsten deutschen Techno-Clubs. Das Faze Magazin bezeichnet den Club als „eine national wie international anerkannte Marke“. Laut DJ Mag sei der Club außerdem eine der „bekanntesten Institutionen für elektronische Musik in Deutschland“ gewesen.
2006 bis 2008 erhielt der Club den German Disco Award für Clubs bis 1000 m². Das etablierte Fanzine Partysan wählte den Club 2012 unter die zehn besten Clubs Deutschlands. Die Raveline vergab den Preis „Club des Jahres“ 2006 und 2010 an das Butan. Das Faze Magazin listete den Club 2013 als besten Clubs Deutschlands und auch in den Folgejahren bis zur Schließung regelmäßig unter den fünf besten Clubs.

## Nachfolger
Bereits ab März 2019 wurden die ehemaligen Butan-Räumlichkeiten vom Nachfolger Kulturgut Wuppertal genutzt. Dieser versteht sich als kombinierter Club- und Kulturbetrieb mit dem Ziel, die Räumlichkeiten zu schützen und für die lokale Clubszene zu erhalten. Bei der Eröffnungsfeier am 1. März traten neben lokalen Künstlern auch bekannte Größen wie Extrawelt, Riley Reinhold und Criss Source auf. Neben Partys soll künftig auch Raum für Lesungen, Poetry Slams, Konzerte, Jazzabende oder Theater geboten werden.
Am 5. August 2019 teilten die Betreiber des Kulturgut Wuppertal mit, dass die tatsächlichen Kosten die ursprüngliche Kalkulation um ein Vielfaches überschreiten würden, worauf sie den Betrieb einstellten.